# Clarksburg, Ohio
Clarksburg là một làng thuộc quận Ross, tiểu bang Ohio, Hoa Kỳ. Năm 2010, dân số của làng này là 455 người.

## Dân số
- Dân số năm 2000: 516 người.
- Dân số năm 2010: 455 người.